# Flaminia Vernice
Flaminia Vernice (1º febbraio 2007) è una nuotatrice artistica italiana.

## Palmarès
- Europei

Belgrado 2024: argento nel duo misto libero

### Coppa del Mondo
- 4 podi:
  - 1 vittoria (1 nel duo)
  - 1 secondo posto (1 nel duo)
  - 2 terzi posti (2 nel duo)

#### Coppa del mondo - vittorie
| Data          | Luogo   | Paese | Disciplina    |
| ------------- | ------- | ----- | ------------- |
| 7 aprile 2024 | Pechino | Cina  | Duo libero Mx |